# Agenzia Giornalistica Radiotelevisiva
L'Agenzia Giornalistica Radiotelevisiva (AGR), è un'agenzia di stampa che fornisce servizi informativi (sia su supporto audio/audio-visivo, sia su supporto cartaceo), destinati a numerose testate giornalistiche e, principalmente, ad emittenti radiofoniche. Fra le attività di AGR sono compresi i notiziari radiofonici in 73 radio locali, i video di «Corriere.it» e «Gazzetta.it», la parte di video del sito di «Microsoft Italia».
L'agenzia opera a Milano, con una redazione centrale in cui lavorano circa 60 operatori dell'informazione, variamente inquadrati dal punto di vista professionale, ed organizzati in ambiti tematici (definiti desk dall'organizzazione) specializzati in funzione dei contenuti. Al quartier generale, cui spetta il coordinamento della rete informativa, si aggiungono sedi periferiche, a Roma, Firenze e Vicenza, oltre a un sistema di corrispondenti e collaboratori distribuiti sul territorio nazionale e all'estero.
Dal 2001 al 2004 ha fatto parte del Gruppo 24 ORE.

Dal 2004 al 2009 ha fatto parte del gruppo editoriale RCS MediaGroup.

Dal 1º luglio 2009 è in PRS Mediagroup.